# 利梅西
利梅西（法語：Limésy，法語發音：[limezi]）是法国滨海塞纳省的一个市镇，属于鲁昂区。

## 地理
利梅西（49°36'47"N, 0°55'32"E）面积15.01 平方千米，位于法国诺曼底大区滨海塞纳省，该省份为法国北部沿海省份，其西部及北部濒大西洋英吉利海峡，东起顺时针与索姆省、瓦兹省、厄尔省和卡爾瓦多斯省接壤。
与利梅西接壤的市镇（或旧市镇、城区）包括：欧祖维尔莱讷瓦勒、锡德维尔、埃芒维尔、梅尼勒-帕讷维尔、帕维伊、索塞。

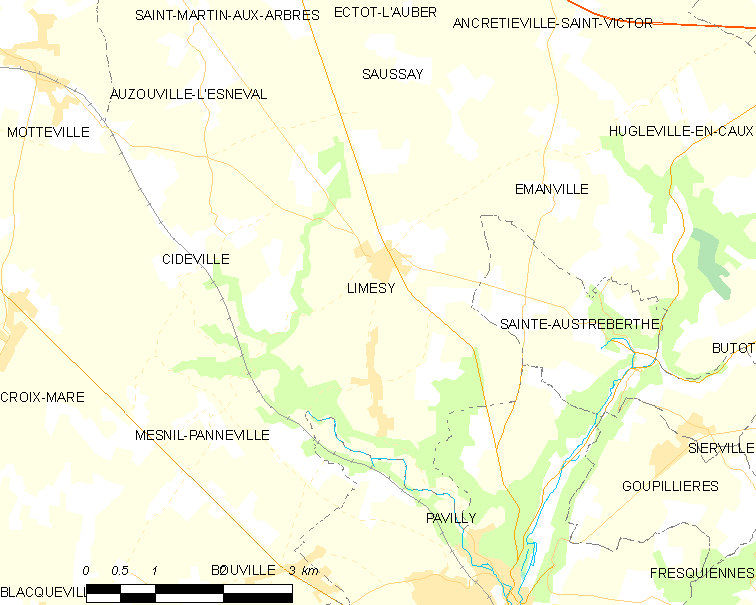
利梅西的OSM定位图

利梅西的时区为UTC+01:00、UTC+02:00（夏令时）。

## 行政
利梅西的邮政编码为76570，INSEE市镇编码为76385。

## 政治
利梅西所属的省级选区为邦德维尔圣母镇县。

## 人口

1962-2008年间利梅西人口变化图示

利梅西于2022年1月1日时的人口数量为1521人。